# Lilyan Irene
Lilyan Irene (* 18. März 1892 in Manchester, England, Vereinigtes Königreich; † 30. Dezember 1979 in Los Angeles, Kalifornien, Vereinigte Staaten) war eine Schauspielerin. Ihre bekanntesten Rollen spielte sie in den 1930er-Jahren in einigen Filmen von Laurel und Hardy.

## Karriere
Über den Weg der gebürtigen Engländerin Lilyan Irene ins Showgeschäft ist wenig bekannt. Sie begann ihre Schauspielkarriere in Hollywood Anfang der 1930er-Jahre mit kleinen Rollen in verschiedenen Kurzfilmen des Komödienproduzenten Hal Roach. So spielte sie in dem oscarprämierten Kurzfilm Der zermürbende Klaviertransport an der Seite von Stan Laurel, Oliver Hardy, Billy Gilbert und Hazel Howell. Im Abspann des Films, in dem sie ein wehrhaftes Kindermädchen verkörpert hatte, wurde sie allerdings nicht genannt.
Anschließend spielte sie häufiger in Hollywood-Filmen mit ihrem Heimatland Großbritannien als Handlungsort; so 1935 in dem Abenteuerfilm Meuterei auf der Bounty oder 1936 in der Literaturverfilmung Der kleine Lord. Jedoch waren es immer nur kleinere Nebenrollen, die im Abspann der Filme ungenannt bleiben. 1952 beendete Lilyan Irene ihre Schauspielkarriere schließlich, nachdem sie in über 30 Filmen aufgetreten war, jedoch jedes Mal in einer Nebenrolle.
Lilyan Irene starb am 30. Dezember 1979 im Alter von 87 Jahren in Los Angeles.

## Filmografie (Auswahl)
- 1932: Die kleinen Strolche – Free Eats (Kurzfilm)
- 1932: Vanity Fair (Indecent)
- 1932: Laurel und Hardy: Der zermürbende Klaviertransport (The Music Box, Kurzfilm)
- 1932: Laurel und Hardy: Im Krankenhaus (County Hospital, Kurzfilm)
- 1934: Sisters Under the Skin
- 1934: The Man Who Reclaimed His Head
- 1935: Alias Mary Dow
- 1935: Seitensprung (Escapade)
- 1935: The Farmer Takes a Wife
- 1935: Meuterei auf der Bounty (Mutiny on the Bounty)
- 1935: The Perfect Gentleman
- 1935: Sylvia Scarlett
- 1936: Der kleine Lord (Little Lord Fauntleroy)
- 1936: Frauenehre (Private Number)
- 1936: Liebe mit 100 PS (Love on the Run)
- 1938: Change of Heart
- 1938: Drei Männer im Paradies (Paradise For Three)
- 1939: Die kleine Prinzessin (The Little Princess)
- 1939: No Place to Go
- 1940: Hudson’s Bay
- 1941: Scotland Yard
- 1941: Fluchtweg unbekannt (They Met in Bombay)
- 1941: New York Town
- 1942: This Above All
- 1942: Gefundene Jahre (Random Harvest)
- 1943: What a Woman!
- 1945: Eine Lady mit Vergangenheit (Kitty)
- 1946: Bis die Wolken vorüberzieh’n (Till the Clouds Roll By)
- 1948: Blutfehde (The Swordsman)
- 1952: Die goldene Nixe (Million Dollar Mermaid)

## Archivaufnahmen
- 2003: Living Famously (Fernsehserie, 1 Folge, Archivmaterial)